# Kościół św. Szymona i Judy w Krakowie
Kościół św. Szymona i Judy – kościół na Kleparzu (dziś część Krakowa), przy dzisiejszej ulicy Warszawskiej. Wybudowany w 1575, wielokrotnie niszczony i odbudowywany, w jego miejscu w latach 1869–1871 powstał kościół Najświętszego Serca Pana Jezusa.

## Historia
W 1528 wzmiankowany jest pożar kaplicy Miłosierdzia Bożego, która znajdowała się przy drodze prowadzącej z Kleparza na północ. Była to kaplica przy szpitalu dla zapowietrzonych. W 1575 na jej miejscu wzniesiono staraniem rajców kleparskich kościół św. Szymona i Judy, który także pełnił funkcję szpitalnej kaplicy. Był wówczas drewniany, znajdowały się w nim trzy ołtarze. Spłonął w 1640, ponownie zniszczony podczas potopu szwedzkiego i został odbudowany przez magistrat kleparski, tym razem jako murowany. Z opisu z 1748 wynika, że był zwrócony ku zachodowi, znajdowały się w nim cztery ołtarze i chór muzyczny, a do świątyni przylegała murowana zakrystia. Ponownie uległ pożarowi w 1755.
Od początku XIX w. kościół służył jako spichlerz. Wyposażenie sprzedano w 1818, a sam kościół w 1859. Jego nabywcą był biskup Ludwik Łętowski, który oddał go szarytkom. Te częściowo zburzyły go w 1871, a pozostałe mury włączyły w budowany przez siebie klasztor i kościół.